# Teorema de Lochs
En teoría de números, el teorema de Lochs es un teorema que se refiere a la tasa de convergencia de la expansión en fracción continua de un número real típico. El teorema fue probado por Gustav Lochs en 1964.
El teorema establece que para casi todos los números reales en el intervalo (0,1), la cantidad m de términos de la expansión en fracción continua de un número que se necesitan para determinar los primeros n lugares de la expansión decimal de dicho número se comporta asintóticamente de la siguiente manera:
{\displaystyle \lim _{n\rightarrow \infty }{\frac {m}{n}}={\frac {6\ln 2\ln 10}{\pi ^{2}}}\approx 0,97027014\,.}
Conforme este límite es ligeramente menor a 1, se puede interpretar como si dijéramos que cada término adicional en la representación en fracción continua de un número real «típico» incrementa la precisión de la representación por aproximadamente un lugar decimal. El sistema decimal es el último sistema posicional para el cual cada dígito porta menos información que un cociente de fracción continua. Utilizando una base 11 (cambiando {\displaystyle \ln 10} por {\displaystyle \ln 11} en la ecuación) hace que el valor de arriba sobrepase el valor de 1. 
el recíproco de este límite,
{\displaystyle {\frac {\pi ^{2}}{6\ln 2\ln 10}}\approx 1,03064083\,,}
es el doble del logaritmo en base 10 de la constante de Lévy.